# November 9.
November 9. az év 313. (szökőévben 314.) napja a Gergely-naptár szerint. Az évből még 52 nap van hátra.
Névnapok: Tivadar + Bozsidár, Bozsó, Bozsóka, Fedor, Nátán, Nátánael, Nátániel, Oresztész, Teodor, Tihamér, Ugocsa, Ugron

## Események
- 1330 – Megkezdődik a Posadai csata, melyben Károly Róbert magyar király serege vereséget szenved I. Basarab havasalföldi fejedelem seregétől.
- 1389 – Beiktatják IX. Bonifác pápát.
- 1456 – A Hunyadi-párt vezetője, Hunyadi László a nándorfehérvári várba csalja és meggyilkoltatja ellenfelét, Cillei Ulrik főkapitányt.
- 1799 – Bonaparte Napoleon államcsínyt hajt végre, megdönti a Direktórium uralmát. Másnap katonáival szétkergeti az ötszázak tanácsát, és mint első konzul ő lesz Franciaország diktátora.
- 1867 – Japánban visszaállítják a császárságot (Meidzsi-restauráció).
- 1891 – Üzembe helyezik az Esztergom–Almásfüzitő-vasútvonalat.
- 1918 – II. Vilmos német császár bejelenti lemondását.
- 1923 – Adolf Hitler, a Nemzetiszocialista Német Munkáspárt vezetője sikertelen puccskísérletet hajt végre Münchenben, Hitlert és több társát letartóztatják.
- 1938 – A Kristály-éjszaka: náci rohamcsapatok zsinagógákat, zsidó üzleteket gyújtanak fel Németország és Ausztria városaiban.
- 1941 – Budapesten is bevezetik az új forgalmi rendet, a jobb oldali közlekedést (vidéken ez már 1941. július 6. óta érvényben volt).

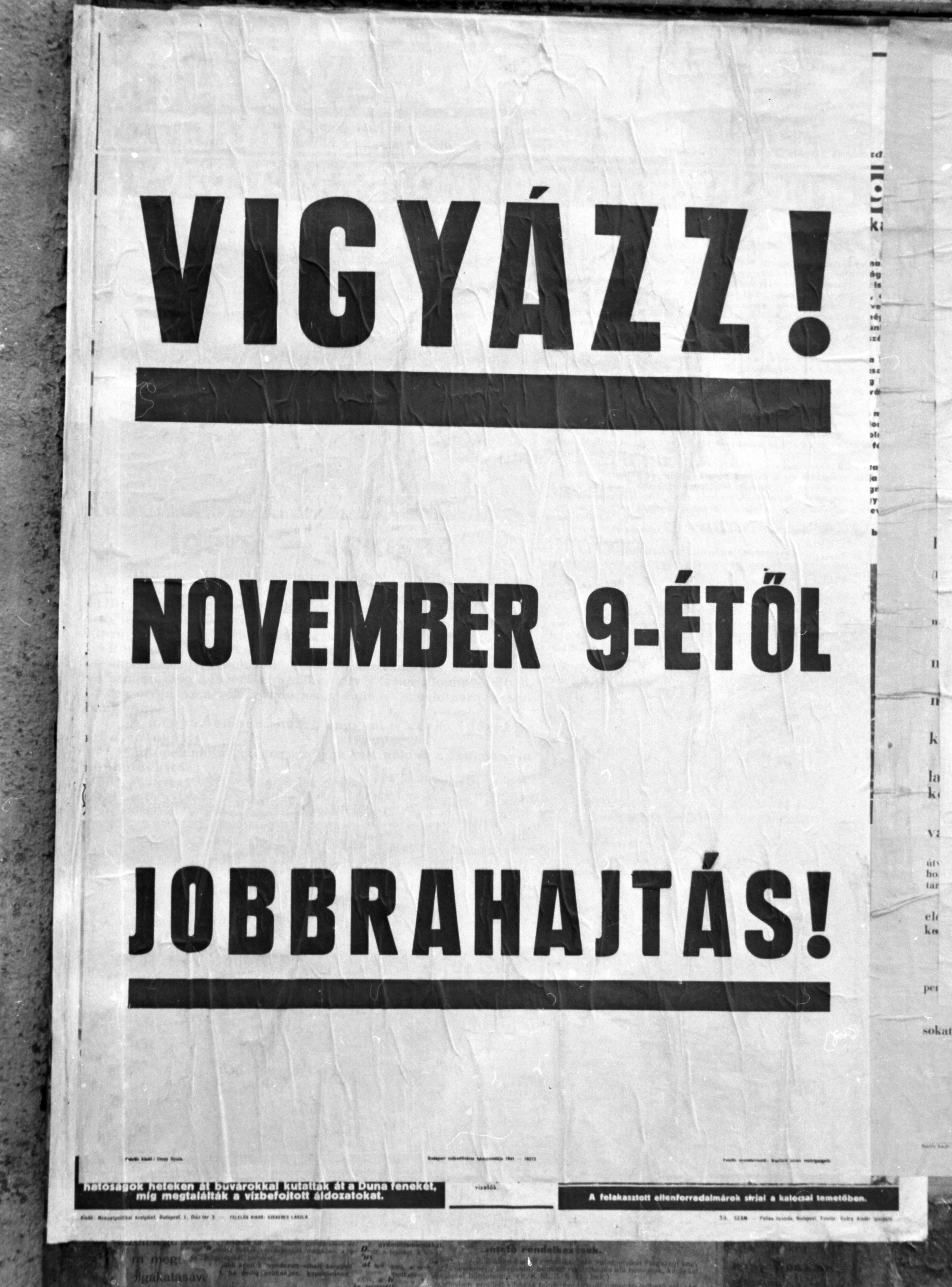
Jobb oldali közlekedésre figyelmeztető plakát

- 1941 – A Ungvár Duna-tengerjáró hajó a Fekete-tengeren aknára fut és elsüllyed. A magyar hajó 12 fős személyzete életét veszti.
- 1945 – Kanada az ENSZ tagja lesz.
- 1965 – A nagy északkelet - amerikai áramszünet: 7 állam és Kanada egy része, (Quebec és Ontario áram nélkül marad (megközelítőleg 30 millió embert, és 80 ezer négyzetmérföldes területet érint).
- 1967 – Az amerikai Saturn V óriásrakéta sikeres első repülése.
- 1973 – Budapesten megnyílik a Szovjet Tudomány és Kultúra Háza.
- 1975 – Andrej Szaharov szovjet tudósnak odaítélik a Nobel-békedíjat, amit hivatalosan majd decemberben vesz át.
- 1989 – Megkezdik a berlini fal lebontását. Az NDK megnyitja államhatárait az NSZK irányában.
- 1993 – A horvát tüzérség lerombolja a 16. században épült Öreg-hidat Mostarban (Bosznia-Hercegovina).
- 1995 – Az Európa Tanács tagja lesz Macedónia és Ukrajna.
- 1997 – II. János Pál pápa boldoggá avatja Apor Vilmost, a szovjet katonák által 1945-ben meggyilkolt vértanú püspököt.
- 2007 – A pakisztáni hatóságok elrendelik Benazír Bhutto ellenzéki vezető házi őrizetét (másnap ezt feloldják).
- 2011 - A 2005 YU55 katalógusjelű kisbolygó hajnalban alig 325 000 kilométerre suhan el a Földtől.

## Születések
- 1730 – Borbás Ignác magyar minorita rendi szerzetes és hitszónok († 1803)
- 1745 – Johann Michael Bach német zeneszerző († ismeretlen)
- 1787 – Johann Natterer osztrák zoológus, természettudós és felfedező († 1843)
- 1812 – Paul Abadie francia műépítész († 1884)
- 1818 – Ivan Szergejevics Turgenyev orosz író, költő († 1883)
- 1836 – Szentirmai Elemér magyar író, zeneszerző († 1908)
- 1841 – Bierbauer Lipót Ferenc fizika- és kémiatanár az ő érdeme a győri vízvezeték megalapítása († 1917)
- 1846 – Réthy Mór fizikus, matematikus, műegyetemi tanár az MTA tagja († 1925)
- 1847 – Boczonádi Szabó Imre magyar színész, dal- és zeneszerző, méhész († 1933)
- 1853 – Pulszky Károly magyar művészettörténész, műgyűjtő († 1899)
- 1869 – Marie Dressler kanadai születésű amerikai Oscar-díjas színésznő († 1934)
- 1877 – Sir Muhammad Iqbal , pakisztáni filozófus, költő és politikus († 1938)
- 1878 – Szemere Árpád magyar operaénekes, rendező († 1933)
- 1879 – Bory Jenő magyar műépítész, szobrászművész († 1959)
- 1885 – Aureliano Pertile olasz operaénekes, tenor († 1952)
- 1885 – Velemir Hlebnyikov orosz író, költő († 1922)
- 1895 – Uray Tivadar Kossuth-díjas magyar színész († 1962)
- 1897 – Ronald Norrish Nobel-díjas brit kémikus, († 1978)
- 1900 – Berei Andor magyar közgazdász, politikus, egyetemi oktató († 1979)
- 1902 – Fenyő László Baumgarten-díjas magyar költő, műfordító, műkritikus († 1945)
- 1906 – Rékai Miklós magyar hárfaművész († 1959)
- 1907 – Lajos Ferdinánd porosz herceg, II. Vilmos német császár unokája, trónkövetelő († 1994)
- 1910 – Leslie Brooke brit autóversenyző († 1967)
- 1914 – Hedy Lamarr osztrák születésű amerikai színésznő, feltaláló. († 2000)
- 1914 – Jurik Júlia Jászai Mari-díjas magyar színésznő († 1986)
- 1918 – Spiro Agnew az Amerikai Egyesült Államok 39. alelnöke (Richard Nixon elnöksége alatt) († 1996)
- 1919 – Mőcsényi Mihály kertészmérnök, tájépítész, egyetemi tanár († 2017)
- 1921 – Viktor Csukarin szovjet tornász († 1984)
- 1922 – Lakatos Imre magyar származású angol matematika- és tudományfilozófus  († 1974)
- 1927 – Berényi Ferenc magyar festőművész († 2004)
- 1928 – Lojze Kovačič szlovén író († 2004)
- 1928 – Kolosváry Bálint grafikus, festő
- 1929 – Kertész Imre Irodalmi Nobel-díjas, Kossuth-díjas magyar író, műfordító († 2016)
- 1929 – Piero Cappuccilli olasz operaénekes, bariton († 2005)
- 1934 – Ingvar Carlsson svéd miniszterelnök
- 1934 – Carl Sagan amerikai csillagász, ismeretterjesztő († 1996)
- 1936 – Mihails Tāls szovjet sakkbajnok († 1992)
- 1941 – Tom Fogerty amerikai énekes, zeneszerző (Creedence Clearwater Revival) († 1990)
- 1941 – Dózsa Imre Kossuth- és Liszt Ferenc-díjas magyar táncművész, balettpedagógus, balett- és színházigazgató († 2024)
- 1949 – Maráz Anna magyar mikrobiológus, élelmiszervegyész
- 1960 – Andreas Brehme német labdarúgó
- 1964 – Sonja Kirchberger osztrák színésznő („Vénuszcsapda”)
- 1964 – Robert Duncan McNeill amerikai színész
- 1965 – Teryl Rothery kanadai színésznő
- 1967 – Tóth Auguszta Jászai Mari-díjas magyar színésznő
- 1970 – Bill Guerin Stanley Kupa-győztes, olimpiai ezüstérmes amerikai jégkorongozó
- 1972 – Eric Dane amerikai színész
- 1974 – Alessandro Del Piero, olasz labdarúgó
- 1974 – Sven Hannawald német síugró, Grand-Slam négysánc verseny győztes (elsőként a sportág történetében)
- 1984 – Tiandra Ponteen saint kitts-i atléta
- 1986 – Nagy Réka magyar úszónő
- 1990 – Balogh Máté magyar zeneszerző
- 1994 – Penke Bence magyar szinkronszínész

## Halálozások
- 1623 – William Camden angol történész és heraldikus (* 1551)
- 1772 – Banics Domokos magyar Benedek-rendi szerzetes, pap (* 1694)
- 1778 – Giovanni Battista Piranesi itáliai építész (* 1720)
- 1801 – Benkő Miklós  magyar jezsuita rendi, később világi pap (* 1724)
- 1821 – Conrád Mihály erdélyi szász nemes, magyar királyi tanácsos, polgármester (* 1730)
- 1831 – Bossányi András magyar bölcsész, akadémiai tanár (* ismeretlen)
- 1862 – Bechtold Fülöp osztrák katonatiszt, császári altábornagy (* 1787)
- 1864 – Magyar László magyar utazó, földrajzi szakíró, az MTA tagja (* 1818)
- 1909 – Gyulai Pál magyar író, költő, kritikus, irodalomtörténész, az MTA tagja (* 1826)
- 1916 – Gillemot Ferenc magyar labdarúgó, edző, sportújságíró, a magyar labdarúgó-válogatott első szövetségi kapitánya (* 1875)
- 1918 – Guillaume Apollinaire francia író, költő, műkritikus (* 1880)
- 1923 – Pecz Vilmos magyar nyelvész, klasszika-filológus, egyetemi tanár, az MTA tagja (* 1854)
- 1932 – Bauer Rudolf olimpiai bajnok magyar atléta, diszkoszvető (* 1879)
- 1939 – Bleier Lili zongorista, hárfás, sanzonénekesnő (* 1899)
- 1944 Frank Marshall amerikai sakkbajnok, 1909 és 1936 között a világ egyik legerősebb sakkjátékosa (* 1877)
- 1951 – Sigmund Romberg (er. Rosenberg Zsigmond) magyar származású amerikai zeneszerző (* 1887)
- 1952 – Háim Weizmann, Izrael első miniszterelnöke (* 1874)
- 1953
  - Dylan Thomas walesi költő, író (* 1914)
  - Abdul-Aziz szaúdi király, Szaúd-Arábia első uralkodója (* 1880)
- 1959 – Reibel Mihály magyar katolikus pap, országgyűlési képviselő (* 1889)
- 1967 – Leslie Brooke brit autóversenyző (* 1910)
- 1970 – Charles de Gaulle francia tábornok, politikus, Franciaország köztársasági elnöke (* 1890)
- 1973 – Almásy Imre, főként a két világháború közt aktív, majd emigrációba vonult magyar politikus, országgyűlési képviselő (* 1896)
- 1974 – Holger Meins nyugatnémet dokumentumfilmes, radikális baloldali terrorista, a Vörös Hadsereg Frakció tagja (* 1941)
- 1978 – Mécs László magyar költő (* 1895)
- 1979 – Toncz Tibor Munkácsy Mihály-díjas magyar festőművész, grafikus, karikaturista, könyvillusztrátor (* 1905)
- 1982 – Hlatky László magyar színész (* 1911)
- 1983 – Kozma László villamosmérnök, az MTA tagja, a 20. századi távközlés- és számítástechnika kiemelkedő tudósa (* 1902)
- 1985 – id. Koffán Károly magyar grafikus, ornitológus, művészpedagógus, érdemes művész (* 1909)
- 1986 – Fülöp József orvos, röntgenológus (* 1908)
- 1991 – Yves Montand (er. Ivo Livi) olasz származású francia színész, sanzonénekes, előadóművész (* 1921)
- 1994 – Szendrő Ferenc magyar színházrendező, színházigazgató, színházalapító, érdemes művész (* 1911)
- 1996 – Szilvási Lajos magyar író, újságíró (* 1932)
- 2011 – Fitz Jenő Széchenyi-díjas magyar történész, régész  (* 1921)
- 2019 – Tarbay Ede József Attila-díjas magyar dramaturg, író, műfordító, költő, egyetemi oktató (Varjúdombi mesék) (* 1932)

## Nemzeti ünnepek, emléknapok, világnapok
→Sablonvita:Ünnepek/11-09:
- a lateráni bazilika felszentelésének ünnepe a katolikus egyházban[1]
- Az ukrán nyelv írásának és beszédének napja.

https://budacsikvera.wordpress.com/2018/12/03/az-ukran-nyelv-tortenete/
- Németország sorsnapja az 1848-ban, 1918-ban, 1923-ban, 1938-ban, 1967-ben és 1989-ben történt események miatt[2][3]
- a feltalálók napja Ausztriában, Németországban, és Svájcban Hedy Lamarr színésznő és feltaláló születése évfordulóján[4]
- a függetlenség napja Kambodzsában (az 1953-as felszabadulás emlékére)[5]
- Muhammad Iqbal (Allama Iqbal) filozófus, költő és politikus emléknapja Pakisztánban (a születése napján)[6]